# Draix
Draix [dʁɛks] est une commune française, située dans le département des Alpes-de-Haute-Provence en région Provence-Alpes-Côte d'Azur.

## Géographie

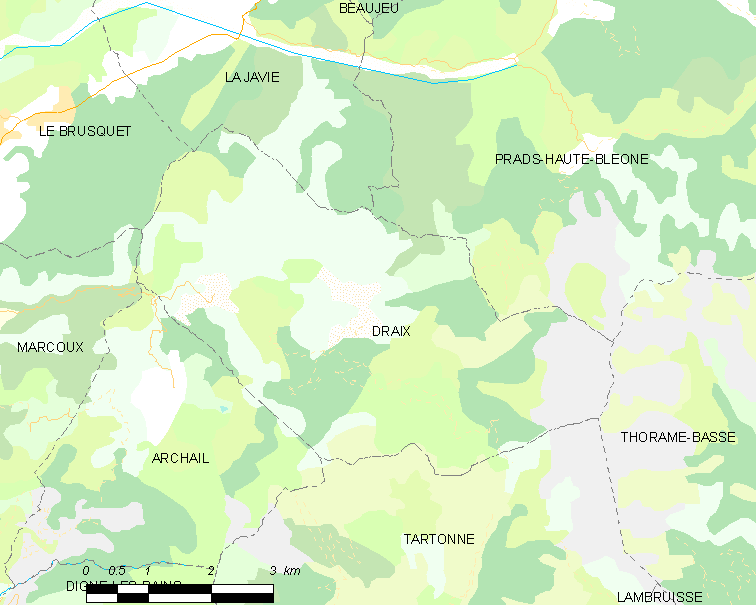
Draix et les communes voisines (cliquez sur la carte pour accéder à une grande carte avec la légende).

Les communes limitrophes de Draix sont La Javie, Prads-Haute-Bléone, Thorame-Basse, Tartonne, Archail, Marcoux et Le Brusquet.
Situé dans le département des Alpes de Haute-Provence, le village de Draix se rattache à l’arrondissement de Digne-les-Bains.

### Transports
La route qui y mène (route départementale 22) serpente dans la vallée du Bouinenc sur plusieurs kilomètres. Le village est situé à 900 m d’altitude.

### Relief
La montagne du Cheval Blanc domine la commune. Principal col : col de la Cine.

### Risques naturels et technologiques
Aucune des 200 communes du département n'est en zone de risque sismique nul. Le canton de La Javie auquel appartient Draix est en zone 1b (sismicité faible) selon la classification déterministe de 1991, basée sur les séismes historiques, et en zone 4 (risque moyen) selon la classification probabiliste EC8 de 2011. La commune de Draix est également exposée à deux autres risques naturels :
- feu de forêt ;
- mouvement de terrain.

La commune de Draix n’est exposée à aucun des risques d’origine technologique recensés par la préfecture.
Aucun plan de prévention des risques naturels prévisibles (PPR) n’existe pour la commune et le Dicrim n’existe pas non plus.

### Toponymie
La localité apparaît pour la première fois dans les textes vers 1200 (castri de Drais). Ernest Nègre ne se prononce pas sur l’origine et le sens du nom, qu’il relie au préceltique *Drassi. Pour Charles Rostaing et les Fénié, le nom est formé sur la racine oronymique (désignant une montagne)*TR- + -ag-,,.
Le nom du sommet du Cucuyon (1886 m), est formé sur la racine préceltique *Kug-, un oronyme (toponyme de montagne), avec redoublement et ajout d’un suffixe diminutifFenié et Fenié 2002, p. 20.

### Climat
Pour des articles plus généraux, voir Climat de Provence-Alpes-Côte d'Azur et Climat des Alpes-de-Haute-Provence.
En 2010, le climat de la commune est de type climat des marges montargnardes, selon une étude du Centre national de la recherche scientifique s'appuyant sur une série de données couvrant la période 1971-2000. En 2020, Météo-France publie une typologie des climats de la France métropolitaine dans laquelle la commune est exposée à un climat de montagne ou de marges de montagne et est dans la région climatique Alpes du sud, caractérisée par une pluviométrie annuelle de 850 à 1 000 mm, minimale en été.
Pour la période 1971-2000, la température annuelle moyenne est de 9,7 °C, avec une amplitude thermique annuelle de 16,9 °C. Le cumul annuel moyen de précipitations est de 861 mm, avec 6,8 jours de précipitations en janvier et 5 jours en juillet. Pour la période 1991-2020, la température moyenne annuelle observée sur la station météorologique de Météo-France la plus proche, « Digne les Bains », sur la commune de Digne-les-Bains à 10 km à vol d'oiseau, est de 12,2 °C et le cumul annuel moyen de précipitations est de 681,2 mm. 
La température maximale relevée sur cette station est de 42,1 °C, atteinte le 28 juin 2019 ; la température minimale est de −17,8 °C, atteinte le 4 février 2012,,.
Les paramètres climatiques de la commune ont été estimés pour le milieu du siècle (2041-2070) selon différents scénarios d'émission de gaz à effet de serre à partir des nouvelles projections climatiques de référence DRIAS-2020. Ils sont consultables sur un site dédié publié par Météo-France en novembre 2022.

### Hydrologie et érosion
L'observatoire Draix-Bléone, géré par l'Institut des Géosciences de l'Environnement à Grenoble, suit plusieurs petits bassins versants sur le territoire de la commune de Draix, depuis 1983. Des stations de mesure enregistrent les pluies, les débits de petits torrents, et l'érosion des marnes noires. Sur les versants non-végétalisés du torrent de Laval, l'érosion moyenne est par exemple de 8 mm d'épaisseur par an.

## Urbanisme

### Typologie
Au 1er janvier 2024, Draix est catégorisée commune rurale à habitat dispersé, selon la nouvelle grille communale de densité à 7 niveaux définie par l'Insee en 2022.
Elle est située hors unité urbaine. Par ailleurs la commune fait partie de l'aire d'attraction de Digne-les-Bains, dont elle est une commune de la couronne,. Cette aire, qui regroupe 34 communes, est catégorisée dans les aires de moins de 50 000 habitants,.

### Occupation des sols
L'occupation des sols de la commune, telle qu'elle ressort de la base de données européenne d’occupation biophysique des sols Corine Land Cover (CLC), est marquée par l'importance des forêts et milieux semi-naturels (95,7 % en 2018), en diminution par rapport à 1990 (98,3 %). La répartition détaillée en 2018 est la suivante : 
forêts (43,1 %), espaces ouverts, sans ou avec peu de végétation (41 %), milieux à végétation arbustive et/ou herbacée (11,6 %), zones agricoles hétérogènes (4,3 %).
L'évolution de l’occupation des sols de la commune et de ses infrastructures peut être observée sur les différentes représentations cartographiques du territoire : la carte de Cassini (XVIIIe siècle), la carte d'état-major (1820-1866) et les cartes ou photos aériennes de l'IGN pour la période actuelle (1950 à aujourd'hui).

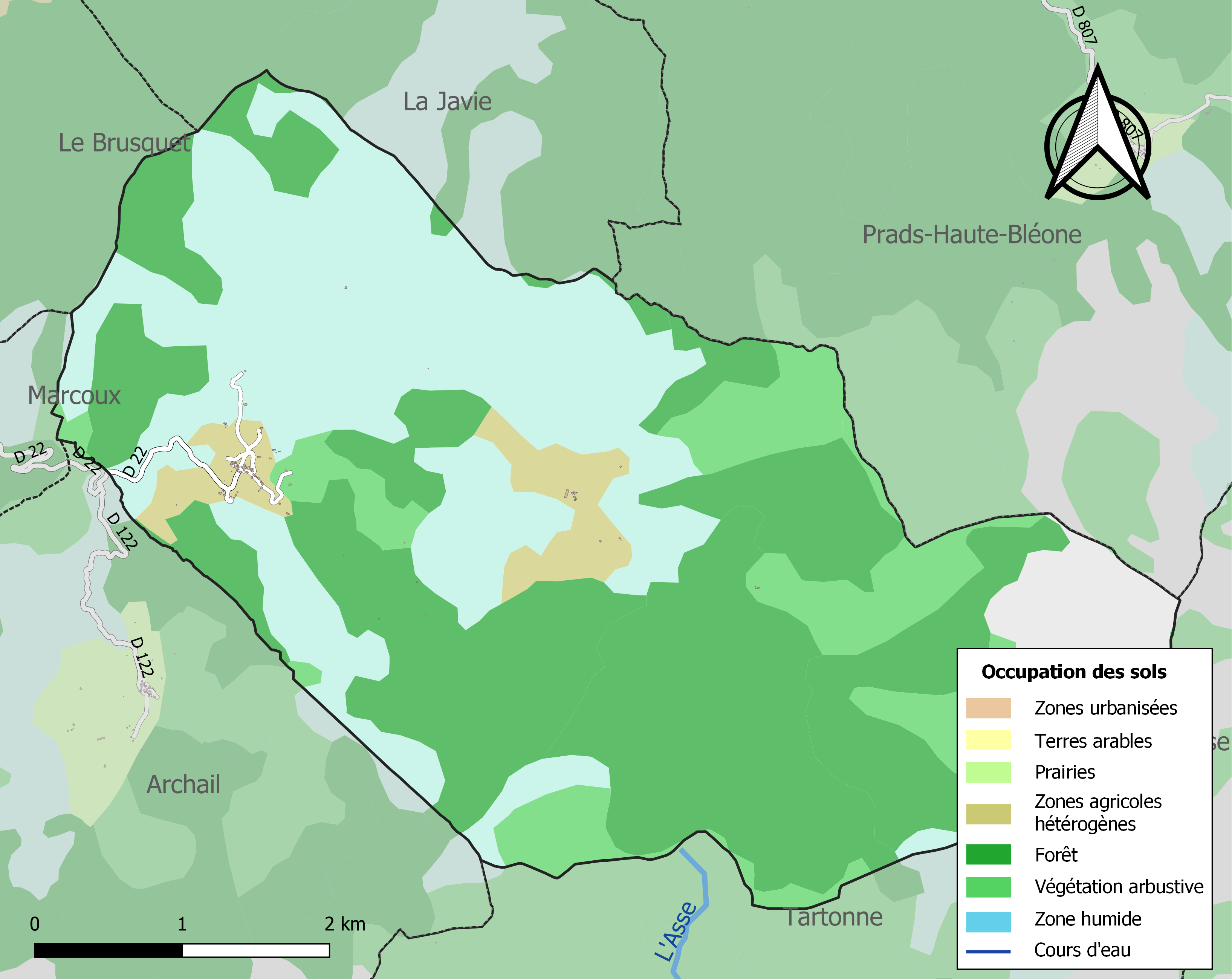
Carte de l'occupation des sols de la commune en 2018 (CLC).

## Économie

### Aperçu général
En 2009, la population active s’élevait à 43 personnes, dont cinq chômeurs (cinq fin 2011). Ces travailleurs sont majoritairement salariés (29 sur 38) et travaillent majoritairement hors de la commune (33 actifs sur 38).
Fin 2010, le secteur secondaire (industrie et construction) ne comptait aucun établissement.

### Agriculture
Fin 2010, le secteur primaire (agriculture, sylviculture, pêche) comptait quatre établissements actifs au sens de l’Insee (exploitants non professionnels inclus) et deux emplois salariés.
Le nombre d’exploitations professionnelles, selon l’enquête Agreste du ministère de l’Agriculture, est trop faible et couvert par le secret statistique. Il était de trois en 1988, avec une surface agricole utile (SAU) de 283 ha.

### Activités de service
Fin 2010, le secteur tertiaire (commerces, services) comptait deux établissements (sans aucun emploi salarié), auxquels s’ajoute un établissement du secteur administratif, salariant deux personne.
D'après l’Observatoire départemental du tourisme, la fonction touristique est faible pour la commune, avec moins d’un touriste accueilli par habitant, l’essentiel de la capacité d'hébergement étant non marchande. Elle se compose de meublés, et de quelques résidences secondaires : au nombre de 11 (dont trois avec plus d’un logement), elles représentent un logement sur cinq,,.

## Histoire
Dans l’Antiquité, les Bodiontiques (Bodiontici) peuplaient la vallée de la Bléone, et étaient donc le peuple gaulois qui vivait dans l’actuelle commune de Draix. Les Bodiontiques, qui sont vaincus par Auguste en même temps que les autres peuples présents sur le Trophée des Alpes (avant 14 av. J.-C.), sont rattachés à la province des Alpes-Maritimes lors de sa création.
Environ un siècle après que l’organisation administrative de l’Empire romain disparaisse complètement, le polyptyque de Wadalde cite en 814 un Travigio et un Sinido qui appartenaient à l’abbaye Saint-Victor de Marseille et sont identifiés avec Draix.
Une motte castrale est élevée au XIe siècle au lieu-dit la Tour. La localité appartenait au chapitre de Digne depuis le XIVe siècle. Le village de la Roche-de-Draix lui est rattaché au XVe siècle et les deux fiefs existants sont eux aussi fondus en un seul. Les deux communautés relevaient de la viguerie de Digne.
Durant la Révolution, la commune compte une société patriotique, créée après la fin de 1792.
Comme de nombreuses communes du département, Draix se dote d’écoles bien avant les lois Jules Ferry : en 1863, elle en possède deux, installées au chef-lieu et au hameau de la Rouine, qui dispensent une instruction primaire aux garçons. Aucune instruction n’est donnée aux filles : ni la loi Falloux (1851), qui impose l’ouverture d’une école de filles aux communes de plus de 800 habitants, ni la première loi Duruy (1867), qui abaisse ce seuil à 500 habitants, ne concernent Draix. Si la commune profite des subventions de la deuxième loi Duruy (1877) pour construire une école neuve au chef-lieu, ce n’est qu’avec les lois Ferry que les filles de Draix sont régulièrement scolarisées.
La commune fusionne avec celle d’Archail (Archail-Draix) du 1er juillet 1973 au 31 décembre 1979.

## Héraldique
| Blason de Draix | Blasonnement : D’azur à un crible d’or. |

## Politique et administration

### Liste des maires
| Période                                  | Période  | Identité              | Étiquette | Qualité |
| ---------------------------------------- | -------- | --------------------- | --------- | ------- |
| Les données manquantes sont à compléter. |          |                       |           |         |
| mai 1945                                 |          | Émile Barlatier       |           |         |
|                                          |          |                       |           |         |
| 1983 (?)                                 |          | Rosin Lyons           |           |         |
| avant 2005                               | 2017     | Jean-Marie Beltrando, | DVG       | Employé |
| 2017                                     | En cours | Victor Serra          |           | Employé |

### Intercommunalité
Draix a fait partie, de 2003 à 2016, de la communauté de communes de Haute Bléone. Depuis le 1er janvier 2017, elle est membre de la communauté d'agglomération Provence-Alpes Agglomération.

## Démographie
L'évolution du nombre d'habitants est connue à travers les recensements de la population effectués dans la commune depuis 1765. Pour les communes de moins de 10 000 habitants, une enquête de recensement portant sur toute la population est réalisée tous les cinq ans, les populations de référence des années intermédiaires étant quant à elles estimées par interpolation ou extrapolation. Pour la commune, le premier recensement exhaustif entrant dans le cadre du nouveau dispositif a été réalisé en 2004.

En 2022, la commune comptait 113 habitants, en évolution de −4,24 % par rapport à 2016 (Alpes-de-Haute-Provence : +2,84 %, France hors Mayotte : +2,11 %).
| 1765 | 1793 | 1800 | 1806 | 1821 | 1831 | 1836 | 1841 | 1846 |
| ---- | ---- | ---- | ---- | ---- | ---- | ---- | ---- | ---- |
| 144  | 163  | 152  | 143  | 150  | 176  | 145  | 150  | 150  |

| 1851 | 1856 | 1861 | 1866 | 1872 | 1876 | 1881 | 1886 | 1891 |
| ---- | ---- | ---- | ---- | ---- | ---- | ---- | ---- | ---- |
| 157  | 146  | 150  | 153  | 137  | 121  | 122  | 118  | 109  |

| 1896 | 1901 | 1906 | 1911 | 1921 | 1926 | 1931 | 1936 | 1946 |
| ---- | ---- | ---- | ---- | ---- | ---- | ---- | ---- | ---- |
| 93   | 92   | 97   | 92   | 53   | 61   | 42   | 35   | 37   |

| 1954 | 1962 | 1968 | 1975 | 1982 | 1990 | 1999 | 2004 | 2006 |
| ---- | ---- | ---- | ---- | ---- | ---- | ---- | ---- | ---- |
| 36   | 41   | 50   | 92   | 80   | 83   | 86   | 78   | 72   |

| 2009 | 2014 | 2019 | 2022 | - | - | - | - | - |
| ---- | ---- | ---- | ---- | - | - | - | - | - |
| 78   | 108  | 110  | 113  | - | - | - | - | - |

| 1315    | 1471   |
| ------- | ------ |
| 15 feux | 7 feux |

L’histoire démographique de Draix est marquée par la saignée des XIVe et XVe siècles et le long mouvement de croissance jusqu’au début du XIXe siècle. Ensuite, de la fin du XVIIIe siècle à 1872, elle est marquée par une période d’« étale » où la population reste relativement stable à un niveau élevé jusqu'en 1866. L’exode rural provoque ensuite un mouvement de baisse de la population de longue durée. En 1921, la commune enregistre la perte de plus de la moitié de sa population par rapport au maximum historique de 1831. Le mouvement de dépopulation ne va pas au-delà années 1930 : une « étale plancher » est atteinte, un peu au-dessus de trente habitants, avant une nouvelle période de croissance allant des années 1960 à nos jours.

## Lieux et monuments
À proximité du hameau de la Rouine, au lieu-dit la Roche, se trouvent les ruines d’une tour médiévale . La chapelle de la Rouine a été restaurée. Elle contient une statue de la Vierge à l’Enfant, et date du milieu du XVIIe siècle.
Le village est surplombé par une petite église romane Saint-Pons, (datée de 1854), sur la place centrale, avec saint Antoine comme patron. Église paroissiale, elle possède une distribution des espaces intérieurs originale : une coupole surbaissée, au centre de l’édifice, est précédée et suivie de deux travées étroites. L’abside est voûtée en cul-de-four. Le tableau de la Crucifixion, fin XVIe-début XVIIe siècle, est qualifié de « post-primitif » pour l’allure statique et non réaliste de leur figuration . Un ciboire en argent est classé monument historique au titre objet (XVIIIe siècle).
En contrebas de l'église se trouve la mairie, et près de cette dernière, le lavoir du village.
Ce qui fut l'école du village, sur la place, est maintenant une habitation.
Il subsiste quelques ruines d’un établissement que la légende attribue aux Templiers, mais que rien ne permet de relier avec fiabilité à l’ordre de chevalerie qui a suscité maintes légendes.